# Кушнір Микола Іванович
Мико́ла Іва́нович Кушні́р — полковник Збройних сил України, учасник російсько-української війни, що відзначився у ході російського вторгнення в Україну у 2022 році. Командир в/ч А 3160.

## Нагороди
- орден Богдана Хмельницького III ступеня (2022) — за особисту мужність і самовіддані дії, виявлені у захисті державного суверенітету та територіальної цілісності України, вірність військовій присязі.[2]
- Почесний громадянин міста Ніжина.